# BBC Northern Ireland
BBC Northern Ireland est une branche de la British Broadcasting Corporation, le groupe de médias public du Royaume-Uni. Elle diffuse en anglais et en irlandais. 
L'organisation diffuse des émissions nationales, produites pour tout le Royaume-Uni ou juste pour l'Irlande du Nord, et des émissions locales comme les actualités nord-irlandaises.
Son siège et ses studios sont situés dans le centre de Belfast.
Elle comprend deux chaînes de télévision (BBC One Northern Ireland et BBC Two Northern Ireland) et deux stations de radio (BBC Radio Ulster et BBC Radio Foyle).